# جيرترود من ميرانيا
جيرترود من ميرانيا (بالمجرية: Merániai Gertrúd)‏ (1185 - 28 سبتمبر 1213)؛ هي ملكة المجر القرينة وذلك باعتبارها الزوجة الأولى لـ أندراس الثاني منذ 1205 حتى اغتيالها، وأيضا أصبحت وصية أثناء غياب زوجها.
جيرترود هي الابنة الثانية لبافاري بيرتولد، دوق ميرانيا وأغنيس الساكسونية، وأيضا هي شقيقة الملكة أغنيس زوجة فيليب الثاني أغسطس ملك فرنسا، أنجبت جيرترود لأندراس خمسة أبناء:-
1. آنا ماريا (حوالي.1204 - 1237)؛ تزوجت من القيصر إيفان آسين الثاني.
2. الملك بيلا الرابع ملك المجر (1206 - 3 مايو 1270)؛ تزوج من ماريا لاسكارينا.
3. القديسة إليزابيث (1207 - 10 نوفمبر 1231)؛ تزوجت من لاندغراف لودفيغ الرابع من تورينغيا.
4. الملك كولومان من غاليسيا (1208 - يونيو 1241)؛ تزوج من سالوميا من بولندا.
5. الأمير آندراس الثاني من هاليتش (1210 - 1234).

قُتلت جيرترود في 1213 أثناء غياب زوجها في إحدى حملاته على غاليسيا من قبل بعض النبلاء الساخطين الذين شعروا بالغيرة من نفوذ أقاربها الألمان في البلاط الملكي والبلاد، وقد تم تمزيق جثتها إلى عدة أجزاء، بسبب الوضع السياسي ذلك الوقت ظل معظم قاتليها بدون عقاب خلال عهد آندراس الثاني، ولكن مع صعود ابنها بيلا إلى العرش استطاع الانتقام من البقية.
وعلى وفاتها تزوج زوجها أندراس من يولاندا من كورتيناي ابنة بيتر الثاني دي كورتيناي.